# Benger
Benger is een plaats in de regio South West in West-Australië.

## Geschiedenis
De Nyungah noemden de streek 'Ben Gar'. De naam Benger is daar van afgeleid. Het betrof een moeras dat deel uitmaakte van de grond die in 1829 aan kolonel Latour was toegewezen. In 1840 werd het door de 'Western Australian Land Company' opgekocht toen Australind werd ontwikkeld.
In 1889 kocht John Pierce Owen Wellard het moeras. Hij zorgde voor afwatering en kweekte er aardappelen. Dit lukte zo goed dat het moeras in 1913 in tien kavels werd opgedeeld zodat ook andere landbouwers er aardappelen konden kweken. Dat jaar werd er een gemeenschapszaal gebouwd, de 'Benger Hall'. De zaal werd tot 1928 ook als school gebruikt, waarna elders een school werd gebouwd.
Tegen 1928 werden op de hele moerasoppervlakte aardappelen gekweekt. Tijdens de Tweede Wereldoorlog maakte de aardappelkweek deel uit van de oorlogsinspanningen en het Australische leger nam de hele oogst over. In 1959 werd de gemeenschapszaal afgebroken en een jaar later werd een nieuwe zaal gebouwd.
Begin jaren 1970 verminderde het belang van de aardappelproductie in de 'Berger Swamp', deels doordat de oogst minder was in vergelijking met beter geïrrigeerde gebieden, en deels omdat de oogst met zware tractors niet mogelijk was in de zware vochtige grond. Het 'Conservation and Land Management Department' kocht de meeste kavels op en het moeras werd een natuurreservaat. De gemeenschapszaal werd in de jaren 1990 naar Cookernup verhuisd. De school sloot in 1996 de deuren.

## Beschrijving
Benger maakt deel uit van het lokale bestuursgebied (LGA) Shire of Harvey, waarvan Harvey de hoofdplaats is. Benger telde 159 inwoners in 2021.
'Benger Swamp Nature Reserve' is een Important Bird Area.

## Ligging
Benger ligt langs de South Western Highway en de South Western Railway, 150 kilometer ten zuiden van de West-Australische hoofdstad Perth, 35 kilometer ten noordoosten van Bunbury en iets meer dan 10 kilometer ten zuidzuidwesten van Harvey. De Australind-treindienst van Transwa stopt in Harvey maar niet in Benger.

## Klimaat
Benger kent een warm mediterraan klimaat, Csa volgens de klimaatclassificatie van Köppen.

## Links
- (en) Shire of Harvey
- (en) Harvey History Online

Acton Park · Alexandra Bridge · Allanson · Augusta · Balingup · Benger · Binningup · Boyanup · Boyup Brook · Bramley · Bridgetown · Brookhampton · Brunswick Junction · Bunbury · Burekup· Busselton · Capel · Carbunup River · Chowerup · Collie · Cookernup · Cowaramup · Cundinup · Dardanup · Deanmill · Dingup · Dinninup · Donnelly River · Donnybrook · Dunsborough · Elgin · Ferguson · Forest Grove · Forrest Beach · Gnarabup · Gracetown · Greenbushes · Harvey · Hester · Jardee · Jarrahwood · Karridale · Kirup · Kudardup · Kulikup · Ludlow · Manjimup · Margaret River · Mayanup · Metricup · Mullalyup · Myalup · Nannup · Northcliffe · Nyamup · Pemberton · Peppermint Grove Beach · Prevelly · Quindalup · Quinninup · Roelands · Rosa Brook · Shotts · Stratham · Uduc · Vasse · Walpole · Waterloo · Wilga · Windy Harbour · Witchcliffe · Wilyabrup · Wokalup · Wonnerup · Worsley · Yallingup · Yalup Brook · Yarloop · Yoongarillup · Yornup